# Arthropogon
Arthropogon là một chi thực vật có hoa trong họ Hòa thảo (Poaceae).

## Loài
Chi Arthropogon gồm các loài: